# ラオスの歴史
ラオスの歴史（ラオスのれきし）では、ラオス人民民主共和国の歴史について記述する。

## 歴史

### ラーオ族前史
ラーオ族による統一国家の出現は1353年のラーンサーン王国であるが、それ以前から民族としての活動は活発だった。ラーオ族の発祥はアルタイ山脈の麓あたりとされており、年代を経るにつれて南下をしていることが分かっている。紀元前5000年頃には既に黄河や揚子江の中間辺りまで南下を進めており、ゴビ砂漠に興った漢民族に押し出される形で現在の四川省近辺に移住し、そこに都市国家（ムアン）を造った。
紀元前1000年頃には西安の北西にムアン・ルン、現在の重慶の位置にムアン・パー、長沙近辺にムアン・ギャオという都市国家を造っており、周の皇帝がムアン・パーに使節を派遣したことなどが記されている。その後紀元前853年にはタタール族が北方より侵出を始め、ラーオ族はムアン・ルンを破棄しムアン・パーへ移住している。その後周によりムアン・パーも攻撃を受け、ムアン・ギャオへと移った。
紀元前215年には秦によりムアン・ギャオも攻撃を受けたため、ラーオ族はさらに南下し、現在の雲南省・保山近辺にムアン・ペーガイという都市国家を新しく形成した。紀元前110年頃、前漢の武帝は仏教の経典調査団をインドへ派遣しようとしていたが、ムアン・ペーガイの初代国王クン・メンはこの使節団のムアン・ペーガイ通過を許可しなかったため、ムアン・ペーガイと前漢との対立が勃発した。この対立は約7年間続いたが、紀元前87年にムアン・ペーガイは滅亡する。9年にクン・メンの子孫にあたるクン・ワンによりムアン・ペーガイ独立が宣言されたが、これも長くは持たず、50年に後漢により再び滅ぼされた。

### 南詔王国の建国
その後数世紀の間、ラーオ族に関する資料が存在しておらず、どのような歴史を辿ったのかは不明であるが、7世紀頃に6つのムアンが雲南省の大理盆地に建国されている。これらのムアンを総じて六詔あるいは六詔国と呼称する。六詔のうち最大のムアンであり、イ族(中国語では「彝族」)の先祖であるといわれる鳥蕃族が支配者層とみられるムアン・スイは唐に対し友好関係を築くべく建国当初から貢物を贈っていたとされている。
ムアン・スイは強大な唐の援助を得て729年、皮羅閣王の時代に六詔を統一し、南詔王国を建国した。皮羅閣王は死後この功績により唐より「雲南王」の王位を贈られている。しかし、南詔王国の力が強大になるにつれ、唐との友好関係は次第に崩れ、唐の玄宗は2回にわたり南詔王国へ交戦を仕掛けたが、どちらも南詔王国が勝利した。南詔王国の勢力は増し、832年にはピューの城郭都市を、858年にはトンキンを、863年にはアンナンをそれぞれ攻略し、領土を広げた。しかし902年に漢人の権臣・鄭買嗣が起こしたクーデターで南詔王国は滅亡した。
南詔王国の滅亡を機にラーオ族は大移動を始め、インドシナ半島、ビルマ、アッサムなどの各地に散り、ムアンを形成し始めた。

### スワー侯国の建国
南詔王国の滅亡により各地へ拡散してムアンを形成していったラーオ族は、各地でそれぞれ独自の発展を遂げ、タイ北東のチェンセーンにムアンを形成したグループは後にチェンマイ王国、スコータイ王国を建国し、今日のタイ王国を形成していったタイ族の父祖グループと位置づけられ、メコン川上流のスワーにムアンを形成したグループは後述するムアン・スワー、ラーンサーン王国を建国し、今日のラオス人民民主共和国の父祖グループと位置づけられるなど、民族の分化がこの頃より始まった。その他国家としての発展を見ないまでも、ミャンマーのシャン州などにムアンを形成したグループなども人口としては多い。
ラーオ族が移動した地域の大部分は当時クメール帝国の支配下、あるいはモン族・ハリプンチャイ王国の支配下にあり、ラーオ族はこれら先住民族の支配力の薄いところへムアンを形成していった。
メコン川上流のムアン・スワーは、698年にムアン・タン（現在のディエンビエンフーのムアン・タン付近にあった都市国家）のクーン・ロー王子に征服された。ローの父、クーン・ボロム王は、クーン・ローをスワー侯国の王に据えた。
チェンセーンに造られたムアンはチェンセーン支分国（あるいはムアン・ヨーノック）と呼ばれ、南詔王国・皮羅閣王の息子シノナワットにより統治されたが、四代目国王バンカラットの時代に内紛が勃発し、1080年にクメール帝国に奪取されてしまう。バンカラット王はさらに南へ脱出し、1099年に息子プロマラットにより再奪還を成し遂げた。この勝利を記念し、ムアン・ヨーノックはヨーノック・チャイヤブリーと改名された。しかし、次代のチャイシリ王の時代には同じラーオ族のシャン族の襲来を受け、都市は壊滅的な打撃を受けた。チャイシリ王はチェンセーンを破棄し、今日のスコータイ周辺に新しいムアンを形成した。
このようにラーオ族のムアンは弱小勢力を迎合し、さらに強大勢力に攻撃を受けてはまた新しいムアンを形成するといった勃興を繰り返しながら歴史を重ねていく群雄割拠の状態にあったが、13世紀初頭に始まった元の進軍と、名君ジャヤーヴァルマン7世の死去およびその後継者争いによるクメール帝国の弱体化をきっかけとして大きな変化を見せるようになり、1238年、既にスコータイとカーンペーンペット近郊にムアンを形成していた一族をバンクラン・タオが纏め上げてスコータイ王国を建国。次いで1259年、パヤオにムアンを形成していた一族とチェンラーイの一族が中心となり、マンラーイを国王とするチェンマイ王国（ラーンナー王朝）が建国された。
チェンマイ王国は建国当初は王都をチェンラーイとしていたが、すぐにファーンへ遷都し、その後1296年に今日のチエンマイを王都と定めた。しかし、マンラーイはチエンマイに定住することはなく、息子の一人を監督官に任じ、自身はチェンラーイから執政を行った。マンラーイ王の下、パヤオ王国を併合するなどチェンマイ王国はその版図を着実に広げていったが、パユー王の時代になると辺地の領主が離反するなど、その権威は徐々に低下した。同時期、同様に興ったスコータイ王国においてもウートンの領主、ルアン・パンヌアが離反し、内部分裂状態になるなどしていた。
一方、メコン川上流のスワーにスワー侯国を形成していたラーオ族の一派はスコータイ王国建国後は同王国の支配下となった。このスワー侯国21代目のカムポーン王が1334年に死去すると、王位継承権を巡り内乱が勃発した。孫のファー・グムはクメール帝国のアンコール・トムへ留学し教育を受けていたが、1343年に父クーン・フィファ王がカム・ヒャオに王位を奪われたとの知らせを聞くと、クメール王女ケオ・ケーンカンヤーと結婚し、クメール王より1万の軍勢を借りて挙兵した。ファー・グムは、スワーを奪取すると、スコータイ王国権威の低下を契機として各地ムアンを占領した。1353年に初のラオス統一王朝「ラーンサーン王国」を建国し、ファー・グムが初代の王に就いた。ラーンサーン王国は今日のラオス人民民主共和国の民族的、国家的な礎となった。

### ラーンサーン王国時代

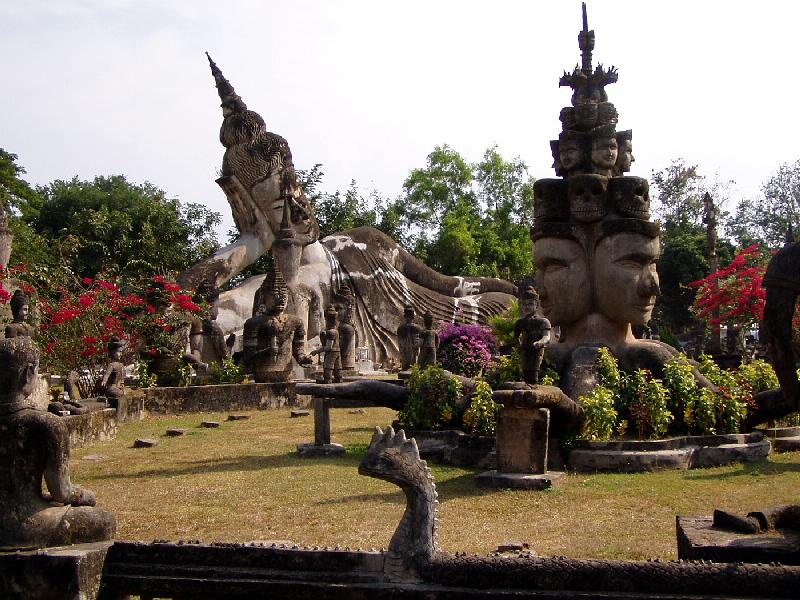
ヴィエンチャンの仏像

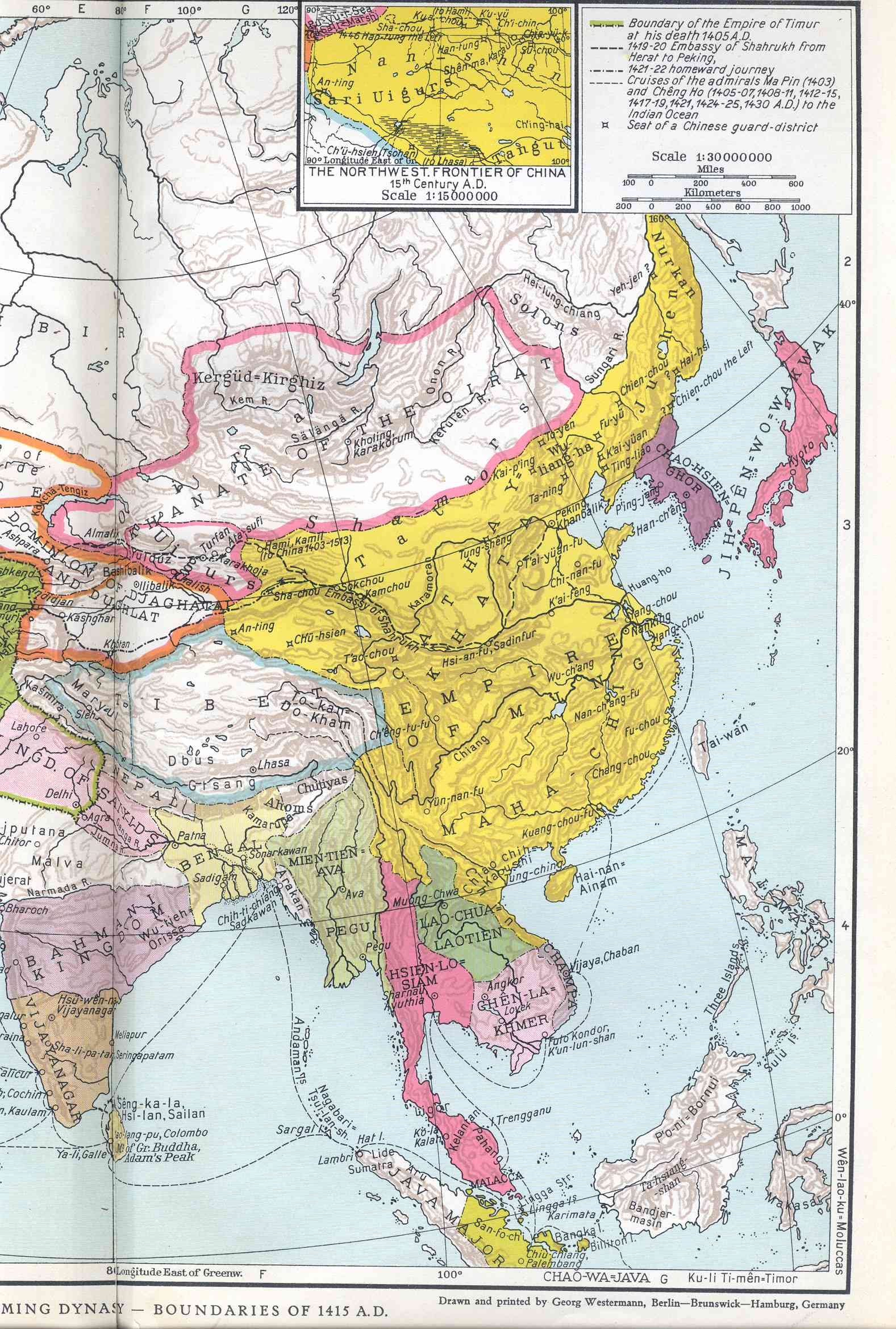
ラーンサーン王国の頃のラオス

ラーンサーン王国建国当時、ファー・グムの勢力に最も拮抗した勢力としてムアン・ヴィエンチャンに先住していたラーオ族の一派があり、ファー・グムはヴィエンチャン平定後に行政と軍政の再編を行った。行政組織については国内を「主要ムアン」「強化ムアン」「国境ムアン」の三つに大別し、それぞれのムアンの性格に応じた行政を敷き、これらのムアンの領主は全て国王が任命する形を取った。
ラーオ族は一時期大乗仏教の信仰が広まったものの、古来より天空や祖先の霊魂（アニミズム）を信仰対象としていたが、ラーンサーン王国建国後の宗教面の大きな変化として住民の間でスリランカ渡来の上座部仏教が信仰されるようになったことが挙げられる。これはクメール帝国の王女であったファー・グムの妻ケオ・ケーンカンヤーの働きによるもので、父親のクメール王に仏教使節団の派遣を要請したことに始まる。20数名の仏僧と工芸家で構成された仏教使節団は1357年にスワーに到着し、多数の教典とともにプラバーン金仏像がラーンサーン王国に寄贈された。
王女の死後1363年以降、ファー・グムはかつての国政への情熱を失い、乱行が目立つようになっていき、1371年、王室会議により国外追放となり、その2年後にナーンで死去した。2代目の国王となったウン・ムアン（サームセーン・タイ王）は1377年に王国内の人口調査を行い、行政と兵制の改革に着手した。この頃、チェンセーン地域が離反するという事態が発生しているが、ウン・ムアンにより鎮圧されている。ウン・ムアンは在位43年という長きに渡り、1417年に死去するまでラーンサーン王国の平和を堅持した。その後長男のラーン・カムデーンの時代に入ると、越との関係が悪化した。また、ラーン・カムデーン王政末期には内紛が勃発、ラーン・カムデーンの死後はウン・ムアンの妹であるマハー・テーヴィ（在位：1433年 – 1438年）が実権を握り、国内は大いに乱れた。この情勢不安は1456年にパサックの領主ワンブリー（サイ・チャカパット）が王位を継承するまで続いた。

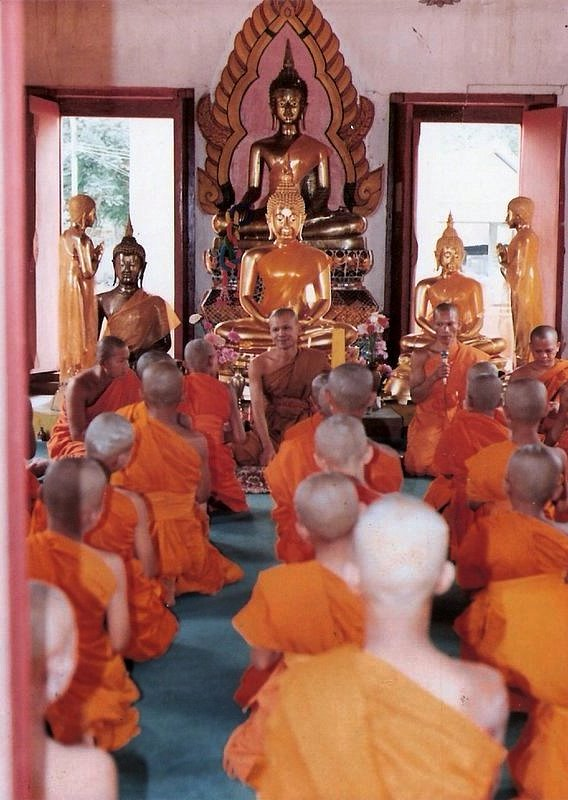
上座部仏教

ワンブリー王政時代、1478年にムアン・ケーンターオの領主パタリが小乗仏教において神聖視されていた白象を国王に献上した。このことを伝え聞いた大越の聖宗は直ちに使節団を派遣し、見世物用として白象を借り受けたいと申し出た。神聖視されている動物であるため、ワンブリー王はこれを拒否したが、この件によりラーン・カムデーン王時代の裏切り行為の報復機会を伺っていた越に対し、ラーンサーン王国へ攻め入る大義名分を与えてしまった。聖宗帝は50万の大軍をもってスワーへ攻め入り、王都は壊滅状態となった。
その後、スワンナ・バンラン、ラーセンタイ・プワナートが執政したが、プワナート王が死去した1495年は次期王位継承権のあるソムプーは7歳という幼齢で叔父にあたるウィスン・ナラートが実権を握った。ソムプーは9歳で即位するも3年後には死亡し、ウィスン・ナラートが王位を継承した。ウィスン・ナラートは1503年からウィスン・マハー・ウィハーン寺院の建立に着手し、マノーロム寺院に安置されていたプラバーン金仏像を同寺院へ移設させた。また、この次期には上座部仏教が大いに栄え、名僧と冠される人物も多数出現し、『三蔵経』のラオ語訳や、テープ・ルアンによる『クン・プロム伝説記』や『ターオ・フン物語』など文化的に大きな発展を遂げた。
ウィスン・ナラートの後はポーティサラが9歳で即位し、チェンマイ王国のヨート・カムティプ王女(Yot Kam Tip)を妻に迎えた。当時チェンマイ国王であったケット・クラウには男児が産まれず、ポーティサラ王の子が男児であった場合、チェンマイ王国の王位継承権を主張できる立場にあるとした。チェンマイ王国ではケット・チェッタラート王(在位：1525年-1538年, 1543年-1545年)が、1535年にMoen Soisamlanの反乱で失脚し、息子のタオ・チャイ(在位：1538年-1543年)が王となった。1543年にタオ・チャイが暗殺されると、Mueang Noiにいたケット・チェッタラートが再び復位したが、1545年にケット・チェッタラートも暗殺された。チェンマイ王国の派閥の領袖Khrao SaenがChiang Tungの王位を提供されたが拒否すると、Mueang Noiが介入したがKhrao Saenに暗殺された。女帝チラプラパー(在位：1545年-1546年) (queen's reign)の即位。Chaiyachettha or Jayajestha(在位：1546年-1547年)の即位。1548年、ラーンナー王国のポーティサラの息子セタティラート(在位：1548年-1551年)がチェンマイ王国の王位を継ぐ事で決着した。
1550年、ラーンサーン王国でポーティサラ王が象競技中の事故で死亡したため、チェンマイ王国に対しセタティラートの帰国が要請された。要請を受け、セタティラート王はチェンマイ王国の王位を兼ねたままで執政をチラプラパー王妃に委任し、翌1551年にラーンサーン王国国王へ即位した。しかし、チェンマイ王国ではセタティラートに帰国の意思がないとして新しい国王を擁立する動きが始まり、ナーンの領主であったメクティが即位した。このためセタティラートはチェンマイ王国へ軍隊を侵攻させたが、メクティの勢力を排除できなかった。こうした経緯でそれまで蜜月関係だったラーンサーン王国とチェンマイ王国は悪化していった。

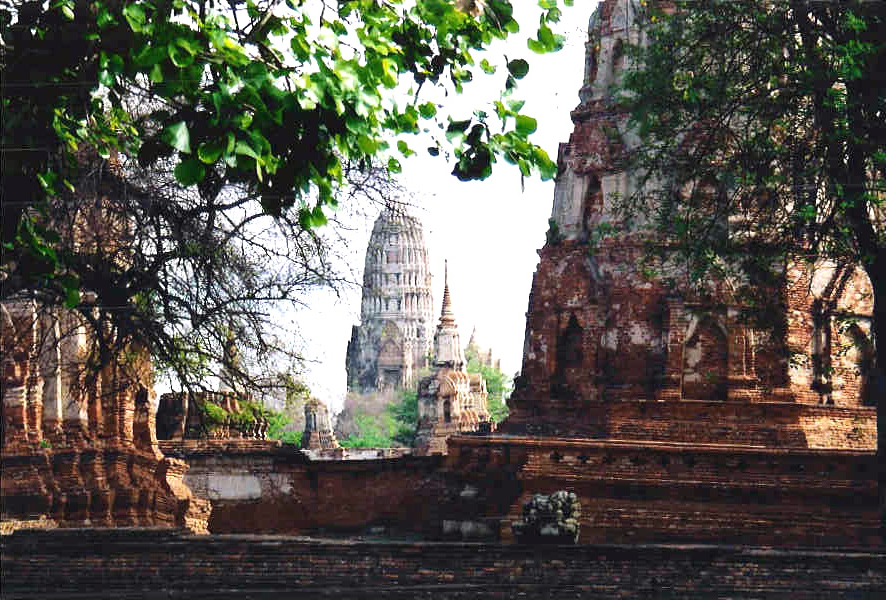
アユタヤ王国は絶頂期を迎える

この頃の大きな出来事として、1531年にビルマ族が周辺諸族を制覇し、タウング王朝を興したことと、1540年にクメール帝国の首都アンコール・トムがアユタヤ王国の手で陥落させられたことがあげられる。1557年にタウング王朝はメクティ王政権下で混乱期にあったチェンマイ王国へ侵攻し、王都チェンマイを占領、チェンマイ王国は以降タウング王朝の傘下となった。

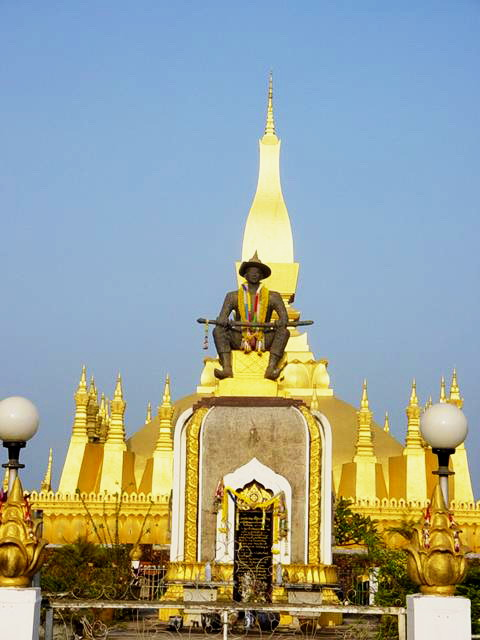
セタティラート王座像（ヴィエンチャン）

タウング王朝の躍進を目にしたセタティラートはタウング王朝がラーンサーン王国へ侵攻を始めるのも時間の問題とし、1560年に王都をヴィエンチャンへ移した。ヴィエンチャンはタウング王朝の侵攻ルートからは外れている一方で、アユタヤ王国の領域に隣接しているというデメリットを抱えており、セタティラートはアユタヤ王国のマハーチャクラバット王に対し同盟を申し入れ、1562年、セタティラートがアユタヤ王国のテープ・カサティ王女を娶って両王国に同盟関係が結ばれた。1563年、チェンマイ王国においてタウング王朝支配下からの脱却を求めて貴族セーンノーイらが挙兵したが失敗し、ラーンサーン王国へ保護を求めてきた。タウング王朝は彼らの受け渡しを求めたが、ラーンサーン王国はこれを拒否し、二国間の溝は決定的なものとなった。1567年にメクティが死去。

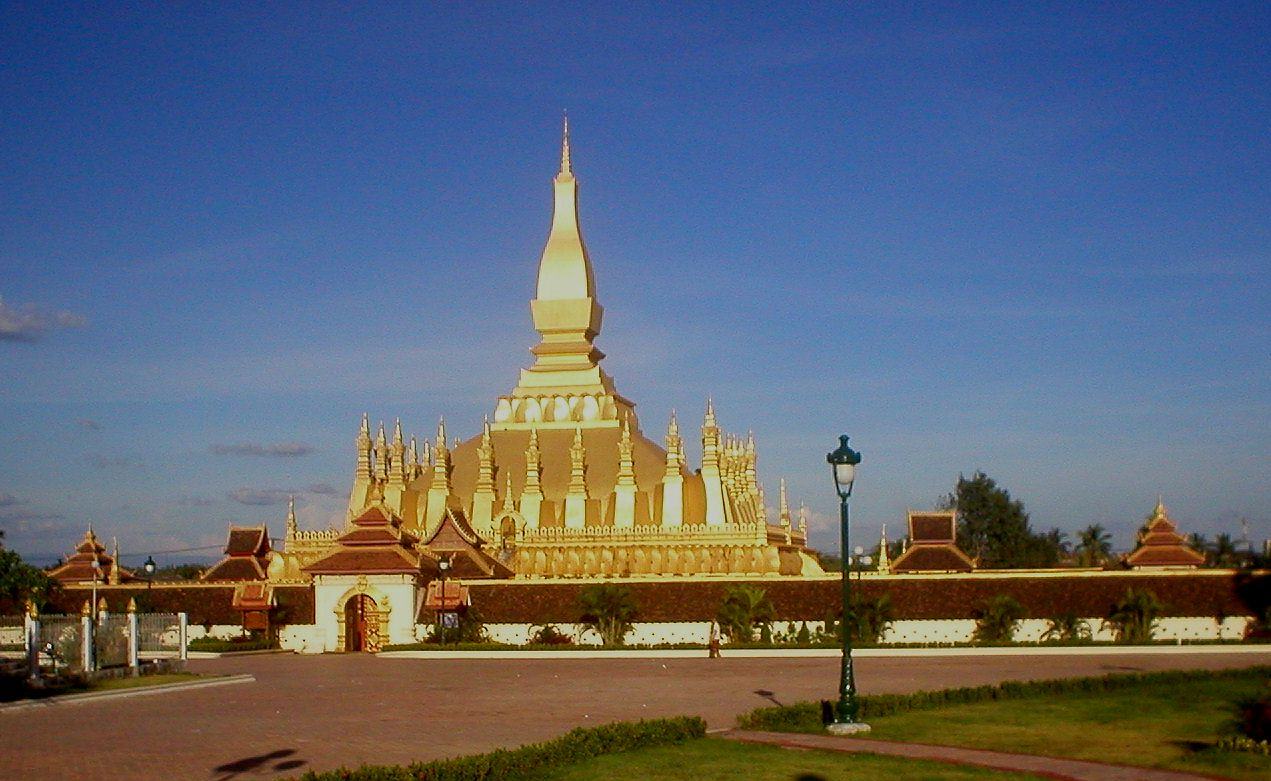
セタティラート王により建立されたタート・ルアン仏塔

1570年、アユタヤ王国を滅ぼしたタウング王朝は、1571年よりラーンサーン王国へ侵攻を開始し、王都ヴィエンチャンを攻めたが、食糧補給路の確保に苦慮し、撤退していった。セタティラートはこの侵攻をきっかけとして対岸のノーンカーイに避難したが、翌年病死した。
その後ノー・ムアン（1回目の在位：1571–1572）が王位を継いだが幼少であったため、セーン・スリンタルサイ（泰: พระยาแสนสุรินทร์ลือชัย, 1回目の在位：1572–1575）がノー・ムアンの王位を継承する形で即位した。セーン・スリンタルサイは平民出であったことから地方領主や住民に対しての威厳を保つことができず、国内の掌握に失敗すると、1574年にタウング王朝の再侵攻を食い止めることができず、王都への入城を許してしまい、ヴィエンチャンは陥落した。

### タウング王朝の支配下
タウング王朝の支配の下、セタティラートの弟であるウォーラ・ウォンサー１世（在位：1575–1579）が新しい国王に任命されたが、1579年に住民の反乱蜂起が起こると、ウォーラ・ウォンサー１世は筏でビルマへ逃亡を図ったが、筏が座礁し溺死している。その後、タウング王朝はラーオ族にラーンサーン王国の統治を任せたが、セーン・スリンタルサイ（2回目の在位：1580–1582）、en:Nakhon Noi（在位：1582）が、いずれも短期に終わり、タウング王朝による直轄統治（期間：1582–1591）へと切り替えていった。タウング王朝の統治は住民への重い課税が影響し、ラーオ族がさらに南下せざるをえないきっかけとなり、この時期にラーオ族の居住範囲がチャンパーサックへと拡大している。
1591年、タウング王朝に監禁されていたノー・ムアン（2回目の在位：1591–1596）が釈放され、ラーンサーン王国の新しい国王に任命されると、王国の治安は回復し、安定を取り戻したが、ノー・ムアンは在位7年、1598年に27歳という若さで死去してしまった。

### ラーンサーン王国の再独立
ノー・ムアンに実子がいなかったことから王位継承争いが勃発し、宰相のウォーラ・ウォンサー２世（タンミカラート）が王位を継承した。ウォーラ・ウォンサーは王位継承と同時にタウング王朝からの独立を宣言し、その後24年間に渡って執政を行った。
1622年、ウォーラ・ウォンサーが実子ユーパラートに暗殺されたのを期に以後凄絶な王位継承戦争が勃発し、国王が即位しては暗殺されるという事態、de:Upayuvaraja I.（在位：1621–1622）、de:Pho Thisarath II.（在位：1623–1627）、de:Mom Kaeo（在位：1627–1633）、de:Ton Kham（Upayuvaraja II.、在位：1633–1637）、が続いた。

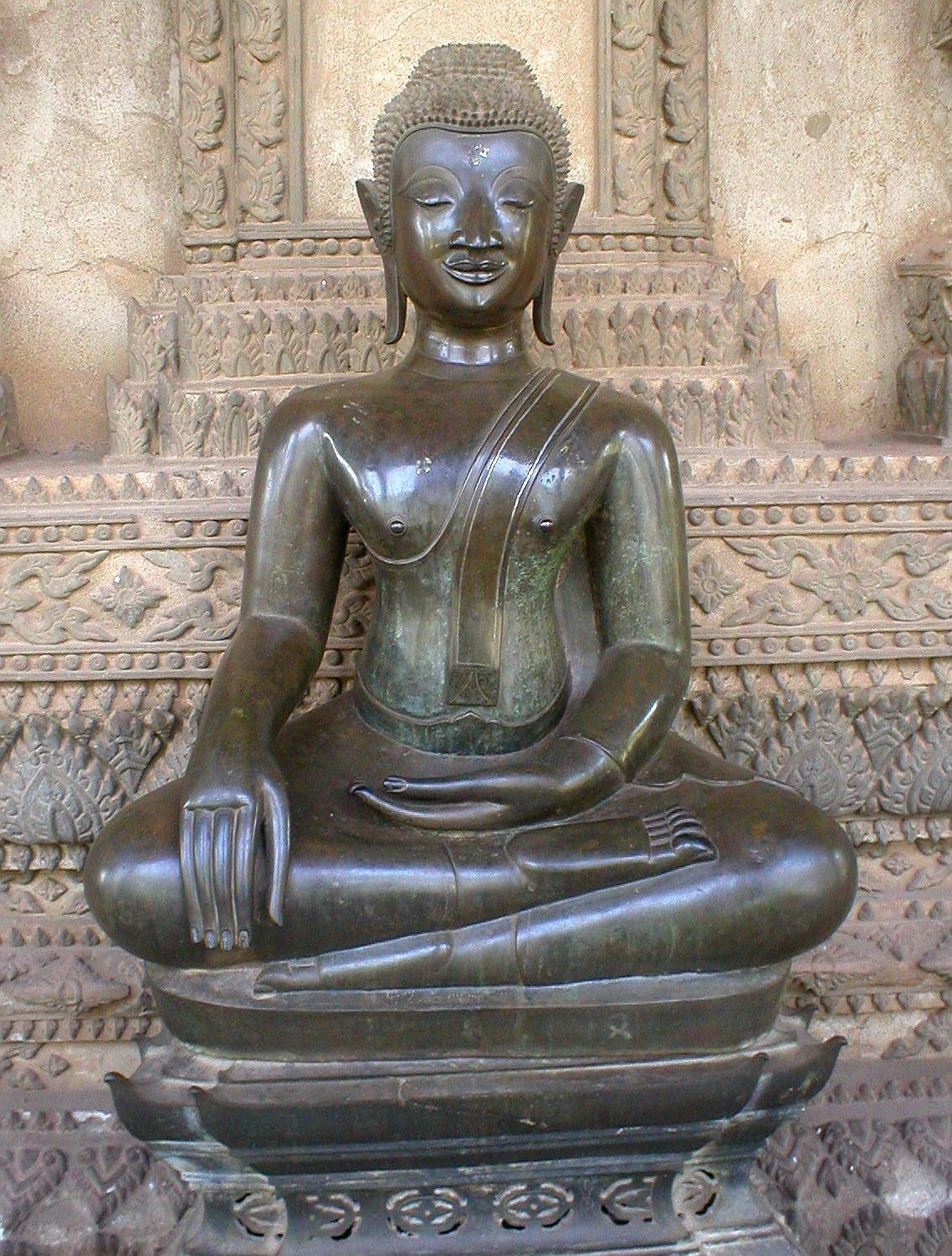
スリニャ・ウォンサーの時代にラーンサーン王国は文化的開花を迎える

1638年にスリニャ・ウォンサーが即位すると、57年という長きに渡る執政下で、ラーンサーン王国も繁栄期と呼べる目覚しい発展を遂げている。スリニャ・ウォンサーの改革は税制、行政、兵制に留まらず、隣国との平和維持活動も積極的に行い、越やアユタヤ王国との間で燻っていた国境の策定に尽力した。王都ヴィエンチャンはメコン川沿いの貿易港として当時有数の大都市へと発展を遂げた。また、1641年にはラーンサーン王国の歴史上において初となる西洋人の居住が確認されている。文化面においてはチェンマイ王国の初代国王マンラーイの生涯を描いた『サン・シンサイ物語』や、史実創作史『シオサワート物語』、民話『シェン・ミアン物語』などの傑作が誕生した。
しかし、1694年のスリニャ・ウォンサーの死後は再び王位継承争いが始まり、1698年にサイ・オン・フェ（セタティラート2世）が即位したことで、争いは一応の収まりをみせた。しかし、その過程で追放されたスリニャ・ウォンサーの血族などに禍根を残す形となり、後の三王国時代へと繋がっていくきっかけとなってしまった。
1706年、スリニャ・ウォンサーの孫にあたるキン・キッサラートとインタソームの兄弟がルアンパバーンにて独立を宣言した。このとき、サイ・オン・フェ側にキン・キッサラートとインタソームを排除するだけの軍力はなく、独立を承認するか外部へ援軍を要請するかの選択に迫られた。サイ・オン・フェはアユタヤ王国に援軍を要請し、アユタヤ王国のサンペット8世は翌1707年に軍勢を派兵した。しかし、ラーンサーン王国の弱体化を狙うアユタヤは軍勢をヴィエンチャンからルアンパバーンへ動かそうとせず、結果的にラーンサーン王国は国内をルアンパバーン王国とヴィエンチャン王国の二つに分断する形で和議を取らざるを得ない状況となった。その後1713年にアユタヤ王国の更なる計略でチャンパーサックの地域もチャンパーサック王国としてヴィエンチャン王国から分離・独立させられてしまい、ラーンサーン統一王国の歴史は幕を閉じることとなった。

### 三王国時代

#### ヴィエンチャン王国
1707年のルアンパバーン王国の分離・独立後、ヴィエンチャン王国内ではルアンパバーン王国に追随する形で離反を企て、ヴィエンチャン王国から独立しようとする領主も現れたが、1709年のムアン・ナコンの領主プラプロム・ラーサーの反乱が制圧されて以降は特に目立った離反活動は見られなくなった。サイ・オン・フェが1730年に死亡した後、王位を継承したオン・ブンは1770年、ヴィエンチャン領への浸出活動が活発になったトンブリ王朝（シャム）のタークシン王に使節を派遣し、同盟を試みた。この同盟は両国の内政状況から歓迎されるものではあったが、思い描いているほど円滑な進行は叶わず、互いの想いにわずかなズレが生じていた。
それが具現化するのが1773年のルアンパバーン王国のヴィエンチャン王国侵攻である。このとき、ビルマとシャムの間で戦争状態にあったにも関わらず、オン・ブンは駐屯地が近いという理由から、ビルマに対し援軍を要請している。これにより、チエンマイで援軍要請を受けたビルマ軍司令官ポー・スパラは、その旨をルアンパバーン王国側へ通達することで、戦わずして両国の争いを平定し、権力下に置くことに成功している。更に翌年にはオン・ブンがシャムへ派兵した為、シャムのタークシン王は疑心暗鬼に陥り、ヴィエンチャン王国を信用しない表面上だけの外交を行うようになった。その後、1777年、ビルマがシャムへの攻撃を行い、シャムの勝利に終わるとその足でヴィエンチャンへ侵攻・同都を占領し、ヴィエンチャン王国を属領とした。

#### ルアンパバーン王国
1713年、当時の王キン・キッサラートの死亡により、王位はオン・カムが継承した。その後1723年にはキン・キッサラートの弟インターソムの謀反によりオン・カムは王位を剥奪され、チエンマイに亡命している。その後ルアンパバーン王国ではおおむね平和だったが、1771年、スリニャ・ウォンサーが王位を継承するとヴィエンチャン王国がビルマとシャムの対応に苦慮している状況を好機と見るや、王都ヴィエンチャンへの侵攻を始めた。しかし上述の通り、ポー・スパラの策により軍を撤退せざるを得ない状況となった。
その後1777年、シャムによるビルマおよびヴィエンチャン王国への反撃が開始されるとシャム側へヴィエンチャン王国へ攻撃可能な旨を伝え、支援をしようとしたが、先の一件でビルマと通じていたと見なされたルアンパバーン王国もまた1778年にシャムに占領され、シャムの属領となった。

#### チャンパーサック王国
チャンパーサック王国は1713年、アユタヤ王国タイサ王の計略によりニョート・ケーオらの独立宣言によって独立を果たし、新しい国王としてシーサムット女王を擁立した。その後シーサムット女王が1738年に死亡するとサイニャ・クマーンが王位を継承。しばらく平和が堅持されたが、1779年、ヴィエンチャン王国とルアンパバーン王国を属領下に置いたシャムの侵攻を受け、他の二国と同様にシャムの属領となった。

### シャム属領下時代

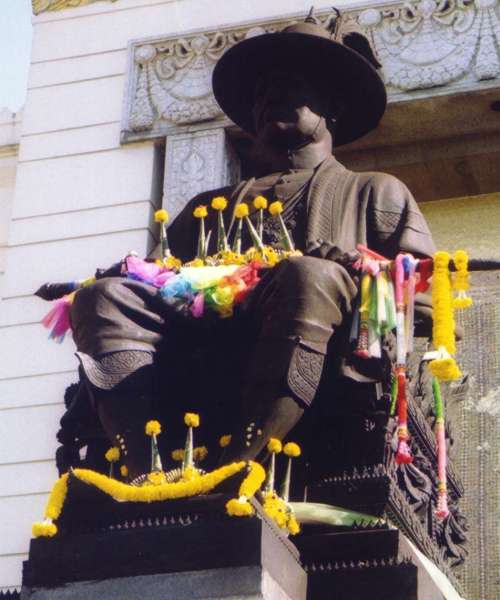
ラーマ1世王座像

ラーンサーン三王国を属領下に置いたシャムで1782年、武将カサットストックによる反乱が発生し、タークシン王は王座を追われることとなった。新しく王座についたカサットストック（ラーマ1世）は王都をトンブリから対岸のクルンテープ（バンコク）へ移し、トンブリ王朝は終わりを告げ、チャクリー王朝の時代が始まった。このような政権交代の時期にあってラーンサーン三王国に対してあまり手がかけられない事情もあり、カサットストックは三王国に対し、大幅な自治権を認めた。

#### ヴィエンチャン王国
シャムのヴィエンチャン占領後、王都からカムクートへ逃亡していたオン・ブンが1781年に死亡したため、タークシン王はヴィエンチャン王国の新しい王としてナンターセン・ポンマラオを擁立した。続くラーマ1世の治世でヴィエンチャン王国は大幅な自治権を認められたが、一方でヴィエンチャン王国は1787年よりシエンクワーンの領土を巡り、越（西山朝）との対立が激化していく。この対立はゲアンのカイサーンによって越に勝利がもたらされたが、これ以降シエンクワーンは、領有を巡って双方の意見が対立しあう不安定な地域となった。
その後ナンターセン・ポンマラオの死後は弟のインタウォンが王位を継承し、1798年から1799年にかけてシャムで行われたビルマ残留軍掃討作戦へ参加した。この時司令官に任命された副王チャオ・アヌウォンを高く評価したシャムは、1803年にインタウォンが死亡するとチャオ・アヌウォン（セタティラート3世）を王位に就かせた。
チャオ・アヌウォンは1807年に新王宮の建立、1808年にタート・パノム橋の建設、ノーンカーイにシー・ブンファン寺院の建立、1824年にセーン寺院の建立など当時の土木技術の粋をこらした建築物を多く残している。
1827年、チャオ・アヌウォンは王室会議を開き、シャムの不安定な政治状況を鑑みた上での独立作戦を提唱した。副王ティサらは反対したが、密かにバンコクへの派兵を進めた。だが、これを察知したルアンパバーン王国や、副王らによる作戦の漏洩でシャムに途中で感づかれ、作戦は失敗した。チャオ・アヌウォンは逃亡を計ったがシャム軍に逮捕され、獄中死した。シャムはヴィエンチャン王国の再攻を懸念し、王都を徹底的に破壊し、事実上1828年にヴィエンチャン王国は滅亡した。

#### ルアンパバーン王国
1791年にスリニャ・ウォンサーが死亡すると、インタソーム王の第二子であるアヌルッタが王位に就いた。ヴィエンチャン王国との紛争が原因でアヌルッタ王は1792年に一時シャムに逮捕されたが、4年後には復位し、1817年に死亡するまで王位に就いた。その後はマンタトウラートが即位、1827年、マンタトウラートはヴィエンチャン王国のチャオ・アヌウォンから独立の決意を秘密裏に打ち明けられるも、この情報をシャムへ流し、ヴィエンチャン王国の独立を阻んだ。1852年、チャンタラートが即位した翌年にシェントンで民衆の反乱が勃発。これを制圧したことをシャムより高く評価され、1779年にシャムに押収されたプラバーン金仏像がルアンパバーン王国へと返還されている。
ルアンパバーン王国の統治はおおむね平和に行われていたが、1872年より、突然複数のチン・ホー族による来襲が始まった(ホー戦争)。チン・ホー族の襲撃は2年間に渡り続けられ、シップソーン・チュタイ地方(Sip Son Chu Tai)、ムアン・タン(現在のディエンビエンフー)などルアンパバーン王国の北東部を占拠されるに至った。1874年には一旦沈静化したが、翌年より再びシエンクワーン、ヴィエンチャンなどでチン・ホー族の襲撃が行われている。これらの襲撃はシャム軍による掃討作戦により一応の収まりを見せたが、1885年に再度ヴィエンチャンが襲撃に遭い、1887年にはルアンパバーン王国が太平天国の乱の後ベトナムの傭兵としてフランスと戦っていた黒旗軍に襲撃された。この襲撃により当時国王であったウン・カムとその家族は危機に晒されたが、フランス副領事館のオーガスト・パヴィによりパークラーイまで救出され、さらにバンコク(シャム)への逃亡に成功している。
長きに渡ったチン・ホー族の反乱と黒旗軍の襲撃は、ルアンパバーン王国の住民に初動が遅れたシャムへの不信感を植え付け、逆に国王を救出したフランスへの信頼感を産み出す契機となった。

#### チャンパーサック王国
チャンパーサック王国では1791年、シェン・ケーオによる反乱が発生し、当時の国王サイニャ・クマーンが死亡するという事態が発生している。この反乱はシャム軍により鎮圧され、バーン・シンターに駐屯していたチャオ・ファイナーが反乱鎮圧の功を認められ、新しい国王に就いた。その後、1813年に王位に就いたチャオ・マー・ノーイと副王タンマキッティカの間で権力闘争が勃発したが、シャムによる副王解任で大きな被害はなく混乱は収まった。
チャオ・マー・ノーイの時代に超能力者を自称する高僧サーが、住民を扇動してチャンパーサック王都を占拠するという事件が発生。チャオ・マー・ノーイはこの事件がきっかけで逃亡先のバンコクで死亡し、1819年、チャオ・アヌウォンの息子であるチャオ・ニョーが新しく国王に就いた。チャオ・ニョーは城壁の修復や税制改革などで敏腕を発揮し、名君と謳われたが、1825年、父親チャオ・アヌウォンが起こしたヴィエンチャン王国の独立戦争に賛同して挙兵したためシャムによって逮捕され、獄中死した。
チャオ・ナーク王の1837年にチャンパーサックは大火事に見舞われ、王都をバーン・ヒートホート郊外に移した。その後コティタムトーン王の1863年に再び遷都が行われ、メコン川西岸、ポーンポックとラコーン寺の間に移された。この時の遷都により作られた都が今日のチャンパーサックの基礎となっている。

### フランス植民地時代
帝国主義時代になると、ヨーロッパ列強がアジア各地を次々と植民地にしていった。ラオスもその例外ではなく、列強の侵略に巻き込まれた。1885年、清仏戦争の結果、清はベトナムに対する宗主権を失う。既にフランスは、1863年カンボジアを保護国化し、植民地化の標的をラオスに定めた。1887年に黒旗軍がルアンパバーン王国に侵攻し、壊滅的な打撃を受けたがフランスに助けられた事件をきっかけに、ルアンパバーン王国はフランスの保護を受け入れる道を選択した。1893年、タイ王国との間でラオスを巡り仏泰戦争が起き、フランスはタイを圧倒し、1905年には保護国化を完了し、フランス領インドシナが完成した。1902年から6年間に渡ってオン・ケーオによる反乱がターテーン(セーコーン県)で起こった。
1940年11月、タイとフランスとの間で仏印国境紛争が起こり、タイは反仏宣伝の一環として対ラオス工作を開始した。ラジオ放送や宣伝ビラ、パンフレットの活用、工作員の潜入などを通して行われ、「ラーオ人もタイ人も結局は同じタイ系民族である」との民族同胞性を強調することによって、抑圧者フランスに対して協力することを訴えた。このタイの反仏抵抗に対してフランスがとった政策は、ルアンパバーン王国の強化と文教政策、ラオス刷新運動であり、フランスのラオス植民地維持政策であった。学校教育を重視し、小学校が各地に新設され、「勤勉・家族・祖国」をスローガンに「母なる祖国・フランス」への奉仕が説かれた。このような政策を広めるために大きな役割を果たしたのは1941年1月に発刊されたラーオ語紙であった。しかし、ラオス人のなかに「ラオス」という祖国・国民を構想するものが現れてきた。そして1945年3月9日の日本軍による仏印武装解除後、祖国・国民を構想する動きが活発になっていった。
第二次世界大戦中、日本の占領下にある1945年、ラーオ人の民族主義者らはフランスからの独立を宣言した。
日本の敗戦後、シーサワーンウォン王は、ラオスの独立宣言を撤回した。独立派はラオ・イサラ（自由ラオス）を結成し、臨時政府を樹立した。しかし、1946年4月には再びフランス軍がラオスを制圧し、第一次インドシナ戦争が起きた。ラオ・イサラはタイに亡命政府を樹立した。

### ラオス王国の独立
ラオス王国は1949年7月19日にフランスとの間に締結されたフランス・ラオス協定で名目上独立したが、フランス連合の枠内のみに限られ、外交・国防の決定権はフランスが持った。行政機関や軍隊・警察といった政府機関整備が急がれたが、60年もの植民地支配により、人材確保は困難を極めた。また、植民地時代の公用語はフランス語、一般大衆の話すラーオ語、三王国時代に独自の発展を遂げた発音の違いや不足している語彙をどのように補うかという難問があり、王国政府は1949年11月27日に正字法の基本方針と国語のあり方についての検討委員会を設立した。
一方、ラオ・イサラ亡命政権は対仏妥協派とベトミン共闘派に分裂した。右派のスワンナ・プーマ親王らはヴィエンチャンに戻りフランス支配下のラオス王国政府に参加し、親フランスのピブン政権を発足させた。一方、左派のスパーヌウォン親王らは1950年8月、ネーオ・ラーオ・イサラ抗戦政府を樹立し、抗仏闘争を宣言した。1951年にはカンボジア、ベトナムのホー・チ・ミン一派の抗仏組織らと「インドシナ合同民族統一戦線」を結成、対仏ゲリラ闘争を開始した。
ベトナムおよびラオスのこうした状況から、フランスは植民地支配の終結を判断。1953年10月22日にラオス王国は完全独立した。ラオス王国ではプーマ首相の下、「第一次経済・社会開発五ヶ年計画」が実行に移され、国づくりへの取組みが本格的に始動した。
1954年5月8日からインドシナ停戦会議がジュネーヴで開催され、全外国軍隊のラオス王国からの撤退、パテート・ラーオ軍の中南部10県からの撤収と北部二県への結集、および軍事的中立が合意、採択された。インド、カナダ、ポーランド三国により実行監視を行う団体（ICC）が設置された。
また、インドシナ停戦会議にて王国政府とパテート・ラーオの間で（1）パテート・ラーオ軍の一部を王国政府軍に編入する事。（2）パテート・ラーオは北部二県の行政権をパテート・ラーオから王国政府に返還する事。（3）パテート・ラーオは政治団体「ネオ・ラーオ・ハクサート」（ラオス愛国戦線、NLHS）を設立、改組し、王国政府との連合政府を樹立する事。の3点が合意された。

### 民族解放戦争時代
1956年7月4日、王国政府とネオ・ラーオ・ハクサート(NLHS)の連立政権樹立の合意を受けて、カタイ内閣が総辞職、8月10日にプーマ親王を首相とする連立政権が発足した。翌年12月8日にはサムヌア県、12月18日にはポンサーリー県の行政権がそれぞれラオス王国に返還された。
1958年5月4日サムヌアとポンサーリーでNLHSが初めて参加する補欠選挙が行われ、新設21議席のうちNLHSは9議席を獲得、NLHSと同盟した平和中立党が4議席を獲得し、左派が議席の過半数を得た。これはNLHSが唯一参加した選挙であった。しかしこれに危機感を募らせたアメリカは対ラオス援助を停止、右派は総辞職を決行し、次代首相に親米派のプイ・サナニコーンを指名した。
NLHSは親米派首相の元での入閣を拒否、プイ内閣の単独・親米内閣が発足した。こうして、ジュネーヴ国際会議で合意された連合内閣は9ヶ月で終わった。プイ内閣発足後、アメリカは対ラオス援助を再開した。ラオスにおけるアメリカの影響力強化を懸念したNLHSは、プイ内閣への反政府行動を宣言、やがて、王国政府軍に帰属するNLHS派兵士が集団脱走していくという事態が発生、各地で衝突が勃発し始めた。
1959年5月11日、王国政府はスパーヌウォン親王らNLHS幹部らを逮捕、ポンケーン刑務所へ収監するという強硬手段に出た。7月16日、王国政府軍とNLHS軍が衝突(en:North Vietnamese invasion of Laos)、プイ内閣はNLHS側に政権ポストを空けて交渉しようとしたが、こうした態度を弱腰だとする国益擁護委員会（CDNI）により、10月30日にクーデターが発生。プイ内閣は崩壊した。1960年4月24日、CDNIがNLHSを除外して実施した管理形式選挙によりCDNIは全59議席中37議席を獲得。6月、CDNIが結成した民主社会党内閣(首相はソムサニット殿下)が発足した。ソムサニット内閣誕生でラオス王国はさらに親米に偏り、アメリカの短期間かつ過剰な援助は急激なインフレを引き起こした。
1960年5月23日、住民らの手を借り、ポンケーン刑務所からスパーヌウォン親王らNLHS幹部が脱走。反政府活動は次第に激化していった。当時のチャンパサク国防相によれば1960年初期には南部ボロベン高原、アッタプー、パークセーなどで最も反乱軍が蔓延っていた。
1960年8月9日、王国政府軍第二空挺大隊副隊長コン・レー大尉がクーデターで首都ヴィエンチャンを占拠。コン・レー大尉はプーマ元首相に対し左派との連立組閣を要請、元首相はNLHSとの連立政権を発足させた。アメリカはラオス援助を停止し、タイ王国もアメリカの要請で国境封鎖を断行した。これらの経済制裁にラオス政府は困窮し、ソビエト連邦に援助を要請、ソビエト連邦との国交を樹立した。ソビエト連邦にとってはこの要請は東南アジアへ進出する契機となり、緊急救援物資の輸送などを積極的に行った。
アメリカはコン・レー大尉のクーデターから避難していたノーサワン将軍ら右派を援助し、軍を再編成した。将軍は1960年12月16日首都ヴィエンチャンを奪回し、ブン・ウム内閣を発足させた。NLHS側は1960年末から再び軍事行動を開始し、1961年1月1日シエンクワーンを占領し、その後ルアンパバーンやポンサーリーなどといった地域を次々と占拠していった。こうした事態を受けアメリカ合衆国大統領ドワイト・D・アイゼンハワーは第7艦隊に警戒態勢を発動するなどしてNLHSへ圧力をかけたが、NLHS軍はその後もサムヌア、ヴィエンチャン、ルアン・ナムター、カムムアン、サヴァナケートなどの各地域に勢力を拡大していった。
タイのサリット首相はNLHSの伸張を阻止すべくSEATOへ派兵要請をしたが、実現しなかったためSEATOを激しく批判した。1961年5月16日からのジュネーヴ国際会議で、チューリッヒにラオス諸派の会談を設ける事が決定された。翌1962年6月12日、この三派会談で、プーマ首相による新連立政権樹立が合意された。これを受けジュネーヴ国際会議は「ラオス王国の中立に関する宣言」を7月23日に採択した。ラオス王国内に駐在するアメリカ軍及びベトナム軍は撤退し、ようやく平和が訪れたかに見えたが、1963年中立派のケッサナー大佐と左派のキニム外相が暗殺され、以後右派の政治勢力が台頭した。同年4月にはクープラシット将軍によるクーデター未遂が起こった。連立政権への不信を増したNLHSは閣僚を引き揚げ、以後政権は中立派がプーマ首相のみで閣僚は全て右派となり、発足当初の三派連合政権としての機能を完全に失った。
1965年7月にはNLHS不参加の形式選挙が実施され、右派が政権を握った。NLHSは中立派の軍と連携を強化し、この頃より呼称を「人民解放軍」と改めた。1967年末頃サヴァナケートで活動を開始し、翌1968年にはジャール平原、ルアンパバーン空港、ムオン・スイ基地などを占領した。同年北爆が停止されるとアメリカ軍はラオス国内へ爆撃目標を転換、パテート・ラーオ支配地域は人口密集地域においても激しい空爆が行われるようになった。ひと月1.7万～2.7万回の出撃、1日800回もの空爆が行われた。1969年にはナチ占領下の欧州戦線で投下された爆弾量を上回る猛爆となった。この空爆により70万人以上の国内難民が発生し、35万人が犠牲となった。これらの爆撃で使用されたクラスター爆弾の多くが不発弾化して広範な田畑や村落部に残った。NLHSは1970年3月の声明で、アメリカ軍の完全撤退・総選挙実施・臨時連合政府樹立・休戦を訴えた。王国政府側はベトナム軍が駐留する限りありえないとこれを退けた。このためNLHSと中立派は軍事行動を激化させ、同年3月以降、サムトーン基地、アトプー、サラワンを制圧した。
この後、1972年パリ和平会談を受け、王国政府とNLHSとの交渉で、2月21日「ラオスにおける平和の回復および民族和解に関する協定」（通称ラオス和平協定）が調印され、ラオス王国における王政維持を含む枠組みを定めた政治体制について合意がなされた。1973年、ラオス和平協定が成立、アメリカ軍はベトナムから撤退。1974年王国政府とNLHSは解体され、三派合同で設立した暫定国民連合政府によって、行政機関の改組が実施されていった。
1975年5月1日には首都で住民2万人規模の大規模な反右派デモが起こり、鉾先を向けられた右派閣僚五名が辞職したほか、高級官僚・軍人・警察官の相当数が辞職または国外に脱出した。5月21日、アメリカ国際開発局(USIDA)ビルがデモ隊群集に占拠され、暫定国民連合政府がUSIDAの閉鎖を示唆すると、アメリカ政府は5月27日撤収に合意した。12月1日、ルアンパバーンで開催された全国人民代表者会議において、暫定国民連合政府によりサワーンワッタナー国王の退位が承認され、王制の廃止と共和制への移行が宣言、スパーヌウォン最高人民議会議長兼国家主席を頭に置くラオス人民民主共和国が誕生した。

### ラオス人民民主共和国の成立
ラオス王国からラオス人民民主共和国への移行はさして大きな衝突は発生することなく粛々と行われたことから、「静かな革命」とも呼ばれる。しかし実際にはラオス人民民主共和国成立から2-3年はラオスの経済および行政は混乱状態に陥り、麻痺していた。これは先行きを不安視した閣僚、富豪層やタイ人や華僑などの国外逃亡が相次いだ事に起因している。統計によれば1974年ヴィエンチャンに居住していたタイ人、華僑は各々5万人程度とされているが、1978年には各々7000〜8000人となり、顕著に現れている。加えてタイによる国境封鎖と、アメリカを始めとする先進国の援助打ち切りと農業の大凶作が重なり、国内は深刻な物資不足に苛まれた。
政府はこれらの状況を打破するため、1976年からヴィエンチャン及びルアンパバーンへの国営商店の開設、物資の退蔵や価格操作を禁止する法案の成立、配給制度の実施など、次々と対策を打ち立てていった。同年6月15日には通貨改革を実施し、経済状況は徐々にではあるが改善の兆しを見せていった。1977年にはベトナムとの間に「ラオス・ベトナム友好協力条約」が締結され、ベトナムより国家建設に必要な資金援助や文化・教育・技術などに関する専門家派遣が受けられる体制が整えられた。同時にソビエト連邦や中国との関係強化にも着手し、カイソーン書記長などが頻繁にモスクワや北京へ訪問、会談を実施し両国間の全面協力体制樹立に向けての共同声明を発表するなどの成果を挙げている。
1979年からはさらなる経済活性化を求め、「新経済政策」が閣議決定された。これは自由主義経済原理の導入を目的とした政策で、実施に先立ち、キープ貨幣の100対1というデノミネーションが実施され、インフレーションの抑制を行った。新経済政策の効果は覿面で、1980年にはラオスの米の生産量が初めて100万トンを突破した。
1980年6月14日、メコン川を挟んだタイ・ラオスの国境警備隊の間にて銃撃事件が発生したことより外交努力により解除へ動きつつあった国境封鎖に対して再び歯止めがかかることとなった。加えて1984年にはラオスのサイニャブリー県とタイのウッタラディット県の狭間に位置するラオス領の三つの村をタイ国軍が不法に占拠していると発表し、領土権を巡る国境紛争が勃発した（三村事件）。タイ政府は同年10月14日国軍が撤兵した旨の声明を発表し、騒動は一旦沈静化したが、1987年に再び国境付近で両軍が衝突し、戦闘状態に陥った。本件は1988年に両国代表団による和平交渉が実施され、停戦協定が結ばれた。

## 年表

### 先史時代
- 紀元前2000年-紀元前1000年頃 - ラーオ族が西安の北西、重慶、長沙などに都市国家を建国する。
- 紀元前843年 - タタール族南進により西安北西のラーオ族が重慶へ移住。
- 紀元前215年 - 漢族の侵攻を受け居住地域を南下させ、現在の昆明の東にムアン・ペーガイを建国。
- 紀元前110年 - ムアン・ペーガイのクン・メン王と前漢の武帝の対立が始まる。
- 紀元前87年 - ムアン・ペーガイが漢の支配下になる。
- 9年 - 漢よりムアン・ペーガイが独立するも50年、再び漢の支配下となる。
- 395年 - ラーオ族の六詔と唐の対立が始まる。
- 729年 - 南詔が六詔を統一し、南詔王国を建国する。

### 南詔時代
- 674年 - 邏盛王が襲位する。
- 712年 - 盛羅皮王が襲位する。
- 728年 - 皮羅閣王が襲位する。
- 748年 - 閣羅鳳王が襲位する。
- 779年 - 異牟尋王が襲位する。
- 808年 - 尋閣勧王が襲位する。

### 民族移動時代
- 8世紀ごろ - ラーオ族の大量南下が始まる。
- 1238年 - スコータイ王朝が建国される。
- 1283年 - 南詔王国が滅亡する。
- 1296年 - チェンマイ王国が建国される。

### ラーンサーン王国時代
- 1353年 - ファー・グム（英語版）によりラーンサーン王国が建国される。
- 1358年 - クメール王朝から上座部仏教が伝わる。
- 1483年 - 越の聖宗帝によりラーンサーン王国が占領される。
- 1548年 - セタティラート王子がチェンマイ王国の王位に就く。
- 1550年 - セタティラート王子がチェンマイ王国より帰国し、ラーンサーン国王に就任。
- 1553年 - セタティラート王によるチェンマイ王国侵攻。
- 1560年 - タウングー王朝（ビルマ）の侵攻を懸念し、王都をシェントーンからヴィエンチャンに移転。シェントーンはルアンパバーンに改名。
- 1563年 - タウングー王朝によるヴィエンチャン侵攻が始まる。
- 1566年 - タート・ルアン建立。
- 1567年 - ラーンサーン王国によるアユタヤ侵攻。
- 1574年 - 王都ヴィエンチャンをビルマ軍に占領され、以後タウングー王国に服属する。
- 1603年 - タウングー王朝から独立。
- 1633年～1694年 - スリニャ・ウォンサー王の治世による繁栄期。

### ラーンサーン三王国時代
- 1706年 - ルアンパバーン王国がラーンサーン王国からの独立を宣言。
- 1707年 - ラーンサーン王国がルアンパバーン王国とヴィエンチャン王国に分裂。
- 1713年 - ヴィエンチャン王国からチャンパーサック王国が分離・独立を果たす。
- 1771年 - ヴィエンチャン王国とビルマが同盟を結ぶ。
- 1774年 - ルアンパバーン王国とシャムが同盟を結ぶ。
- 1776年 - ヴィエンチャン王国とシャムで交戦が始まる。
- 1779年 - ラーンサーン三王国がシャムの支配下になる。
- 1791年 - ヴィエンチャン王国とルアンパバーン王国間で紛争が勃発。
- 1819年 - ヴィエンチャン王国と越が同盟を結ぶ。
- 1826年 - ヴィエンチャン王国がシャム支配下からの独立を求めて挙兵。
- 1827年 - シャムがヴィエンチャン王国を占領する。
- 1828年 - ヴィエンチャン王国のチャオ・アヌウォンが逮捕され、刑死する。
- 1828年 - ヴィエンチャン王国滅亡。
- 1864年 - チン・ホー族（英語版）の叛乱によりルアンパバーンが襲撃される。
- 1885年 - フランスがルアンパバーンに副領事館を開設する。

### フランス植民地時代
- 1893年 - シャム・仏条約に基づき、ラーンサーン三王国の宗主権をフランスが獲得する。
- 1899年 - 獲得した地域をインドシナ連邦に編入する。以降ラオスと呼称。
- 1905年 - フランスによるルアンパバーン王国再編。
- 1907年 - フランス領ラオスとシャム間の国境線改定。
- 1934年 - インドシナ共産党ラオス支部が結成される。
- 1941年 - 東京条約に基づき、チャンパーサックなどをシャムに返還。
- 1945年3月9日 - 日本軍によるラオス進駐が開始される。
- 1945年4月8日 - シー・サワンウォンによるラオス独立宣言。
- 1945年8月15日 - 中華民国政府による日本の武装解除を求めたラオス進駐が開始される。
- 1945年9月15日 - フランスの支配に反対した「自由ラオス」が結成。
- 1946年4月24日 - フランス軍がヴィエンチャンを占領。
- 1946年5月13日 - フランス軍がルアンパバーンを占領。
- 1946年8月26日 - フランス・ラオス間でラオスの統一暫定地位協定が結ばれる。
- 1949年1月20日 - 抗仏共闘団体「パテート・ラーオ」が結成。

### ラオス王国時代
- 1949年7月19日 - フランス連合の枠内においてラオス王国誕生。
- 1950年10月24日 - ラオ・イサラ暫定政府が解散し、新政府樹立。
- 1951年3月11日 - パテート・ラオら抗仏団体による「抗仏連合戦線組織」結成。
- 1953年10月22日 - ラオス王国としてフランスより正式独立。
- 1954年7月21日 - インドシナ休戦（ジュネーヴ協定）に調印。
- 1955年12月25日 - ラオス初となる統一選挙が実施(NLHSは参加せず)。
- 1956年1月16日 - ラオス愛国戦線（NLHS）が結成。
- 1957年11月12日 - 王国政府とNLHSがヴィエンチャン協定締結。
- 1957年11月19日 - 第1次プーマ連合政府発足。
- 1958年8月15日 - プイ・サナニコーン内閣発足。
- 1960年8月9日 - コン・レー大尉によるクーデター発生。
- 1960年9月2日 - プーマ内閣発足。
- 1960年10月7日 - ソビエト連邦と国交樹立。
- 1960年12月2日 - ブン・ウム内閣発足。
- 1961年2月 - NLHSがシエンクワーンなどの諸都市を占領。内戦激化。
- 1961年5月16日 - ラオス和平に関するジュネーヴ国際会議が開会。
- 1962年6月12日 - トロイカ方式による第2次連合政府発足。
- 1962年7月23日 - ラオス和平に関しての協定調印とラオス中立宣言が採択。
- 1962年9月29日 - 北ベトナム、中国と国交樹立。
- 1963年4月19日 - シーホー将軍らによるクーデター発生。
- 1965年2月7日 - アメリカによる爆撃開始。以降アメリカとNLHSとの戦闘激化。
- 1965年10月1日 - NLHSが「人民解放軍」へ名称変更。
- 1966年8月28日 - メコン川の大氾濫。
- 1966年10月21日 - タオ・マー空軍司令官によるクーデター発生。
- 1968年1月16日 - ラオス国営通信社（KPL）開設。
- 1971年1月11日 - NLHSによる新紙幣が発行される。
- 1972年12月2日 - ラオス和平協定案が合意される。
- 1973年2月22日 - 正午に停戦決議が発効。
- 1973年4月16日 - プーマ首相がアメリカに爆撃再開を要請。
- 1974年4月5日 - 暫定国民連合政府（第3次連合政府）発足。
- 1974年6月3日 - アメリカ軍ラオス引き揚げ。
- 1975年 5月1日 - 首都で2万人規模の反右派デモ、右派閣僚五名が辞職。
- 1975年5月21日 - アメリカ国際開発局(USIDA)ビルがデモ隊に占拠される。
- 1975年5月27日 - アメリカ政府USIDA撤収に合意。
- 1975年12月2日 - 全国人民代表大会において王政の廃止と人民民主共和国の樹立が決定。

### ラオス人民民主共和国時代
- 1976年1月1日 - タイ政府が国境封鎖を解除。
- 1976年4月6日 - ラオス・中国間の道路建設再開協定の調印式。
- 1976年4月25日 - サムケー刑務所より約600人の囚人が逃走する事件が発生。
- 1976年6月15日 - ラオス通貨改正が実施。
- 1977年8月5日 - ヴィエンチャン・モスクワ間の定期航路便が開設。
- 1978年8月22日 - フランス大使館閉鎖。
- 1979年12月20日 - 100対1のデノミネーションが実施。
- 1983年2月14日 - タイの難民収容キャンプより143名が帰国。
- 1983年12月1日 - ラオス国営テレビ局の放送開始。
- 1984年6月6日 - ラオス・タイ間で三村問題が勃発。